# Shushoku - Gohan no Uta
Singles de THE Possible
Hatsukoi no Kakera
(2006) Natsu no Tropical Musume.
(2007)
Shushoku = Gohan no Uta (主食=GOHANの唄, Shushoku wa Gohan no Uta) est le 3e single indépendant du groupe féminin de J-pop THE Possible, sorti en 2007.

## Présentation
Le single sort le 18 février 2007 au Japon sous le label indépendant Good Factory Record de TNX dans le cadre du Hello! Project, écrit (face A) et produit par Tsunku. Il atteint la 65e place du classement de l'Oricon. Il se vend à 1 750 exemplaires la première semaine, et reste classé pendant 2 semaines pour un total de 2 206 exemplaires vendus. Il sort également en format "single V" (DVD).
La chanson-titre du single est utilisée comme thème de fin d'une émission télévisée, et figurera sur le mini album indépendant du groupe, 1 Be Possible! de 2007, puis sur son premier album Kyūkyoku no The Possible Best Number Shō 1 de 2008.
Comme pour leur précédent single, la "face B" est de nouveau une reprise du groupe Candies, celle du titre Soyokaze no Kuchizuke (en) de leur 2e single sorti en 1974.

## Liste des titres
| 1. | Shushoku = Gohan no Uta (主食=GOHANの唄) | Tsunku          | Tsunku / Yuichi Takahashi         | 4:45 |
| 2. | Soyokaze no Kuchizuke (そよ風のくちづけ) | Michio Yamagami | Kouichi Morita / Yuichi Takahashi | 3:06 |
| 3. | Shushoku = Gohan no Uta (Instrumental)   |                 | Tsunku / Yuichi Takahashi         | 4:44 |
| 4. | Soyokaze no Kuchizuke (Instrumental)     |                 | Kouichi Morita / Yuichi Takahashi | 3:05 |

| 1. | Shushoku = Gohan no Uta (主食=GOHANの唄)                                             |  |
| 2. | Soyokaze no Kuchizuke (Photo and Music Show) (そよ風のくちづけ (PHOTO & MUSIC SHOW)) |  |
| 3. | Shushoku = Gohan no Uta (Making of) (主食=GOHANの唄(メイキング映像))                 |  |
| 4. | Shushoku = Gohan no Uta (Captioned) (主食=GOHANの唄(歌詞あり))                       |  |